# California (Kentucky)
California és una població dels Estats Units a l'estat de Kentucky. Segons el cens del 2000 tenia 86 habitants.

## Demografia
Segons el cens del 2000, California tenia 86 habitants, 26 habitatges, i 21 famílies. La densitat de població era de 138,4 habitants/km².
Dels 26 habitatges en un 57,7% hi vivien nens de menys de 18 anys, en un 73,1% hi vivien parelles casades, en un 3,8% dones solteres, i en un 19,2% no eren unitats familiars. En el 19,2% dels habitatges hi vivien persones soles el 19,2% de les quals corresponia a persones de 65 anys o més que vivien soles. El nombre mitjà de persones vivint en cada habitatge era de 3,31 i el nombre mitjà de persones que vivien en cada família era de 3,76.
Per edats la població es repartia de la següent manera: un 36% tenia menys de 18 anys, un 7% entre 18 i 24, un 37,2% entre 25 i 44, un 16,3% de 45 a 60 i un 3,5% 65 anys o més.
L'edat mediana era de 32 anys. Per cada 100 dones de 18 o més anys hi havia 89,7 homes.
La renda mediana per habitatge era de 37.500 $ i la renda mediana per família de 38.000 $. Els homes tenien una renda mediana de 43.750 $ mentre que les dones 30.625 $. La renda per capita de la població era de 15.143 $. Cap de les famílies estaven per davall del llindar de pobresa.

## Poblacions més properes
El següent diagrama mostra les poblacions més properes.